# Mikael Jansson

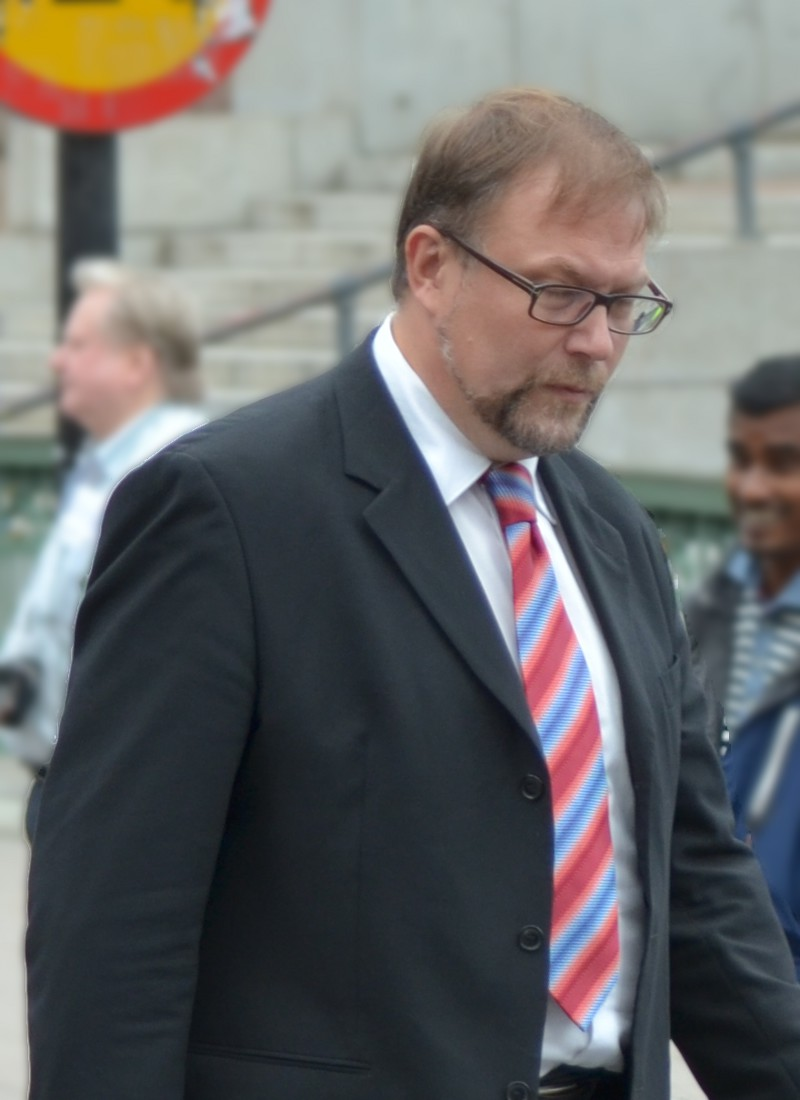
Mikael Jansson (2012)

Mikael Jansson (* 4. September 1965 in Umeå) ist ein schwedischer Politiker, der von 1995 bis 2005 Parteivorsitzender der rechtspopulistischen Sverigedemokraterna (Schwedendemokraten) war.
Jansson war früher in der Zentrumspartei politisch aktiv. Er war stellvertretender Vorsitzender des Parteibezirks Örebro, trat aber 1993 aus der Partei aus. Anschließend war er erst stellvertretender Vorsitzender und dann Vorsitzender der Schwedendemokraten.